# Turkos blåvinge
Turkos blåvinge, Aricia nicias, är en fjärilsart i familjen juvelvingar.
Vingbredden varierar mellan 25 och 28 millimeter, på olika individer.

## Beskrivning
Hanen är på ovansidan blå med en turkos ton och vingarna har en bred brun kant. Undersidan är ljust brungrå med små prickar och ett vitt streck. Honan är brun på ovansidan och undersidan är lik hanens men något mörkare.

## Ekologi
Dess habitat är blomsterängar. Värdväxter för larverna är arter i nävesläktet som ängsnäva och skogsnäva, i Sverige främst den senare. De fullbildade fjärilarna flyger från slutet av juni till mitten av augusti och besöker flera olika blommande växter, i Sverige främst gulvial.

## Utbredning
Turkos blåvinge finns i östra Pyrenéerna, västliga centrala Alperna på höjder mellan 1 200 och 2 000 m, Skandinavien, i Ryssland norr om Ladoga och Onega, samt i Uralbergen och Altaj.
I Sverige förekommer den inte längre söderut än Uppland (mycket liten förekomst), Gästrikland och Dalarna. Den finns vidare i Hälsingland, Medelpad, Jämtland, Härjedalen, Ångermanland, Västerbotten och Norrbotten. Bland dessa områden är den vanligast på Alnön i Medelpad. I Finland har den under senare år främst påträffats i Karelen. Eftersom dess huvudsakliga habitat, ängsmarker, under senare tid försvunnit alltmer har även turkos blåvinge minskat, både när det gäller utbredningen och antalet individer. Den räknas som sårbar (VU) på den svenska rödlistan, och nära hotad (NT) på den finska.